# Maxillaria phoenicanthera
Maxillaria phoenicanthera é uma espécie de planta do gênero Maxillaria e da família Orchidaceae.

## Taxonomia
A espécie foi descrita em 1882 por João Barbosa Rodrigues.

## Forma de vida
É uma espécie epífita e herbácea.

## Descrição
Flores pálidas.
| Raiz                                               | Raiz                                             |
| -------------------------------------------------- | ------------------------------------------------ |
| cor da ponta                                       | desconhecida                                     |
| Caule                                              |                                                  |
| crescimento                                        | simpodial/cespitosa/adpresso ao substrato        |
| pseudobulbo                                        | conspícuo                                        |
| forma e textura                                    | ovoide/levemente lateralmente compresso/quilhado |
| lâmina da bráctea                                  | seca                                             |
| Folha                                              |                                                  |
| tipo e forma                                       | elíptica                                         |
| ápice                                              | agudo                                            |
| número                                             | 2                                                |
| Inflorescência                                     |                                                  |
| tipo                                               | 1 à 2 raque por pseudo/mais curta que folha      |
| Flor                                               |                                                  |
| cor e padrão principal das sépalas e pétalas       | amarela                                          |
| cor e padrão principal do labelo                   | branco/maculado                                  |
| dorsal sépala e pétala posição em relação a coluna | porrecta/dorsal sépala porrecta/pétala porrecta  |
| formato da sépala                                  | oblonga/elipsoide/ápice agudo                    |
| formato da pétala                                  | oblonga/lanceolada/ápice agudo                   |
| pétala tamanho em relação a sépala                 | mais curta que                                   |
| formato do labelo quando inteiro                   | não aplicável                                    |
| formato do labelo quando trilobado - lobo lateral  | ápice arredondado                                |
| formato do labelo quando trilobada - lobo mediano  | ovado/ápice arredondado                          |
| calo                                               | oblongo                                          |
| coluna                                             | levemente curva/pé conspícuo                     |

## Conservação
A espécie faz parte da Lista Vermelha das espécies ameaçadas do estado do Espírito Santo, no sudeste do Brasil. A lista foi publicada em 13 de junho de 2005 por intermédio do decreto estadual nº 1.499-R.

## Distribuição
A espécie é encontrada nos estados brasileiros de Espírito Santo, Paraná, Rio de Janeiro e São Paulo.
Em termos ecológicos, é encontrada no domínio fitogeográfico de Mata Atlântica, em regiões com vegetação de floresta ombrófila pluvial.